# Stoomtrein Goes-Borsele
 (avril 2023).
Si vous disposez d'ouvrages ou d'articles de référence ou si vous connaissez des sites web de qualité traitant du thème abordé ici, merci de compléter l'article en donnant les références utiles à sa vérifiabilité et en les liant à la section « Notes et références ».
Le "Stoomtrein Goes-Borsele - SGB" (en français : Train à Vapeur Goes-Borsele) exploite une ligne de chemin de fer touristique en province de Zélande aux Pays-Bas.

## Les lignes du chemin de fer du Beveland du Sud
Dans les années 1920, la compagnie des chemins de fer du Zuid-Beveland (le Beveland du sud, une (presque) ile de Zélande) mit en service une série de lignes de tramway depuis la ville de Goes. L'ouverture eut lieu en 1927 en recourant à des autorails. Après quelques années seulement, le service voyageur fut supprimé alors que le service marchandise se poursuivit.
Les lignes vers Wemeldinge et Wolphaartsdijk furent démantelées en 1942. Les lignes vers Hoedekenskerke et Borssele ont subsisté jusqu'en 1972. La ligne vers l'ouest et  's-Heer Arendskerke fut portée à l'écartement standard en tant que ligne de desserte portuaire (dénommée Sloelijn). En 2007, l'inauguration d'un nouveau tracé pour cette voie induit le démantèlement de l'ancien tracé.

## Le Stoomtrein Goes - Borsele
À partir de 1972, un chemin de fer touristique s'est établi en remplacement du tram à vapeur reliant les villes de Goes et Borsele. Toutefois, certains tronçons étaient inutilisables et les circulations étaient limitées à la section Oudelande - Driewegen. Depuis 2010, la ligne est prolongée jusqu'à Baarland. En mode vapeur, les trains restent limités à Hoedekenskerke faute de pouvoir remettre la locomotive en tête à Baarland. Seuls les autorails poursuivent jusque là.
Le matériel roulant se compose de petites locomotives industrielles, de voitures en bois de la SNCB et de voitures "Blokkendoos" néerlandaises. Le SGB dispose également de divers véhicules historiques des NS.
À Goes, l'ex-dépôt traction des NS datant de 1927 est utilisé comme atelier par le SGB pour la restauration de son matériel.
Le site comporte également un entrepôt à marchandises assez ancien (1868) et une cabine de signalisation. Ces deux bâtiments étaient initialement installés à Middelbourg. L'ancienne marquise de la gare d'Utrecht a également été récupérée et doit encore être installée.
La ligne est reconnue comme patrimoine national.
L’état du dépôt de traction étant fort dégradé, l'association a cherché le financement pour le rénover. Mi-2010, une importante subvention a été libérée, et les travaux se sont terminés en 2014.

### Les circulations
Le train touristique circule tous les week-ends entre les mois d'avril et octobre en autorail et en train à vapeur.

### Les événements
Le "SGB" organise des événements tout au long de l'année (journées à thèmes).
Voici la liste complète :
- Le "Sporen naar het Verleden" (Traces du Passé - Festival annuel) : Cet événement à lieu généralement fin mai.
- Le "Stoompluimen in de Pluimweide" : Cet événement à lieu début septembre.
- Le "Treinreis & Mosselen" (Voyage en train & Moules) : Cet événement à lieu à la mi-octobre.
- Le "Halloweenexpress" (Train d'Halloween) : Cet événement à lieu fin octobre.

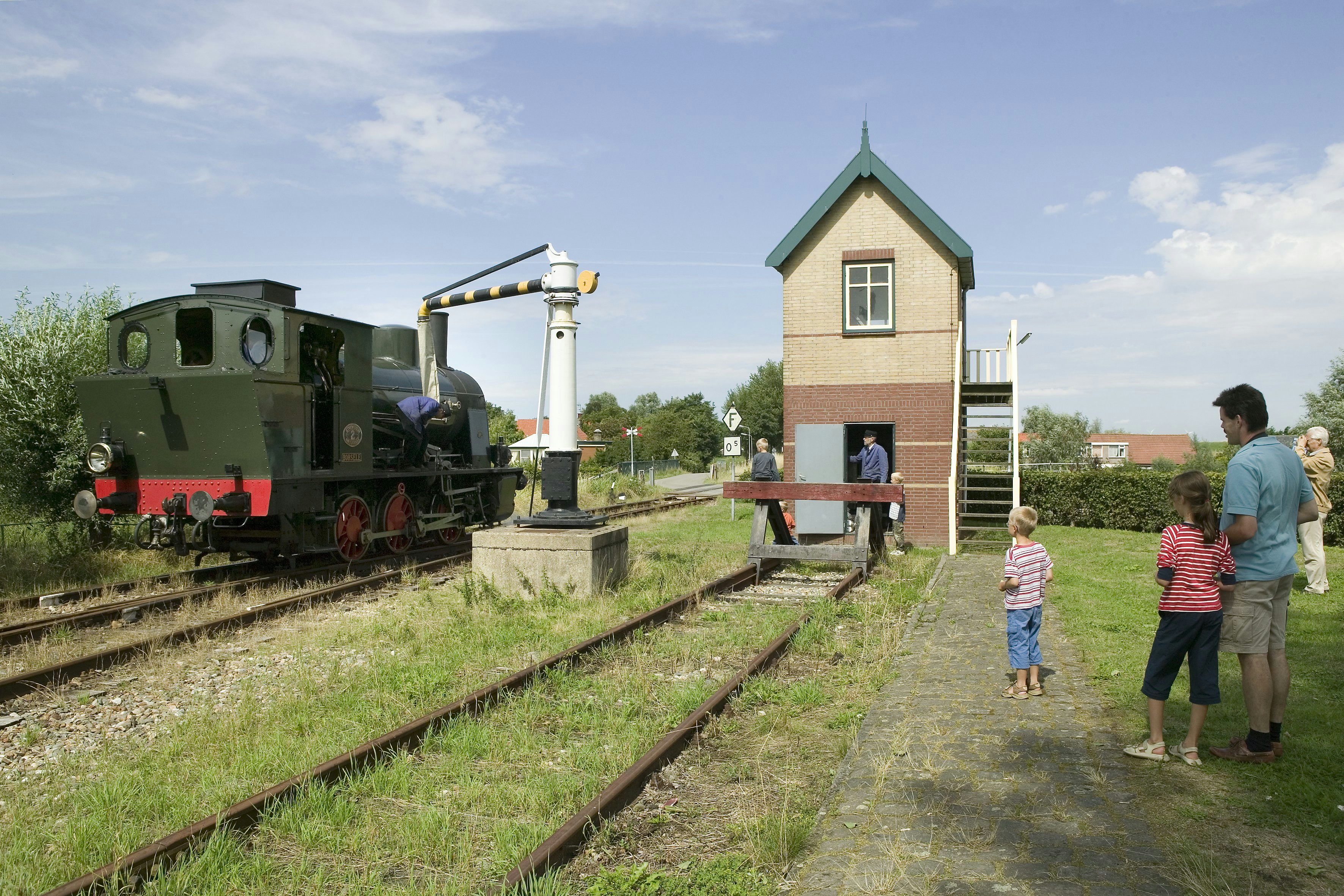
Prise d'eau près de la cabine de signalisation de Hoedekenskereke
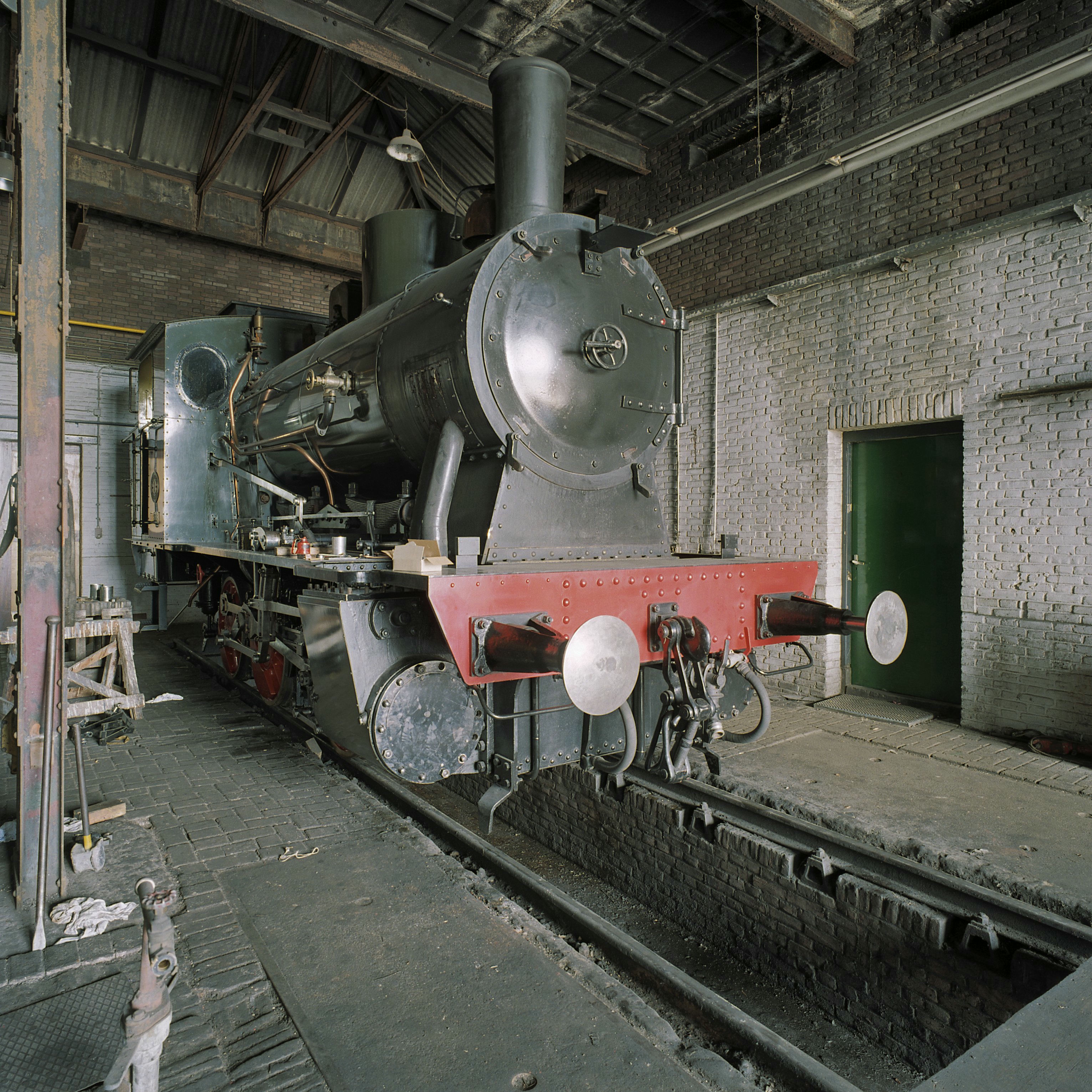
Intérieur du dépôt de Goes
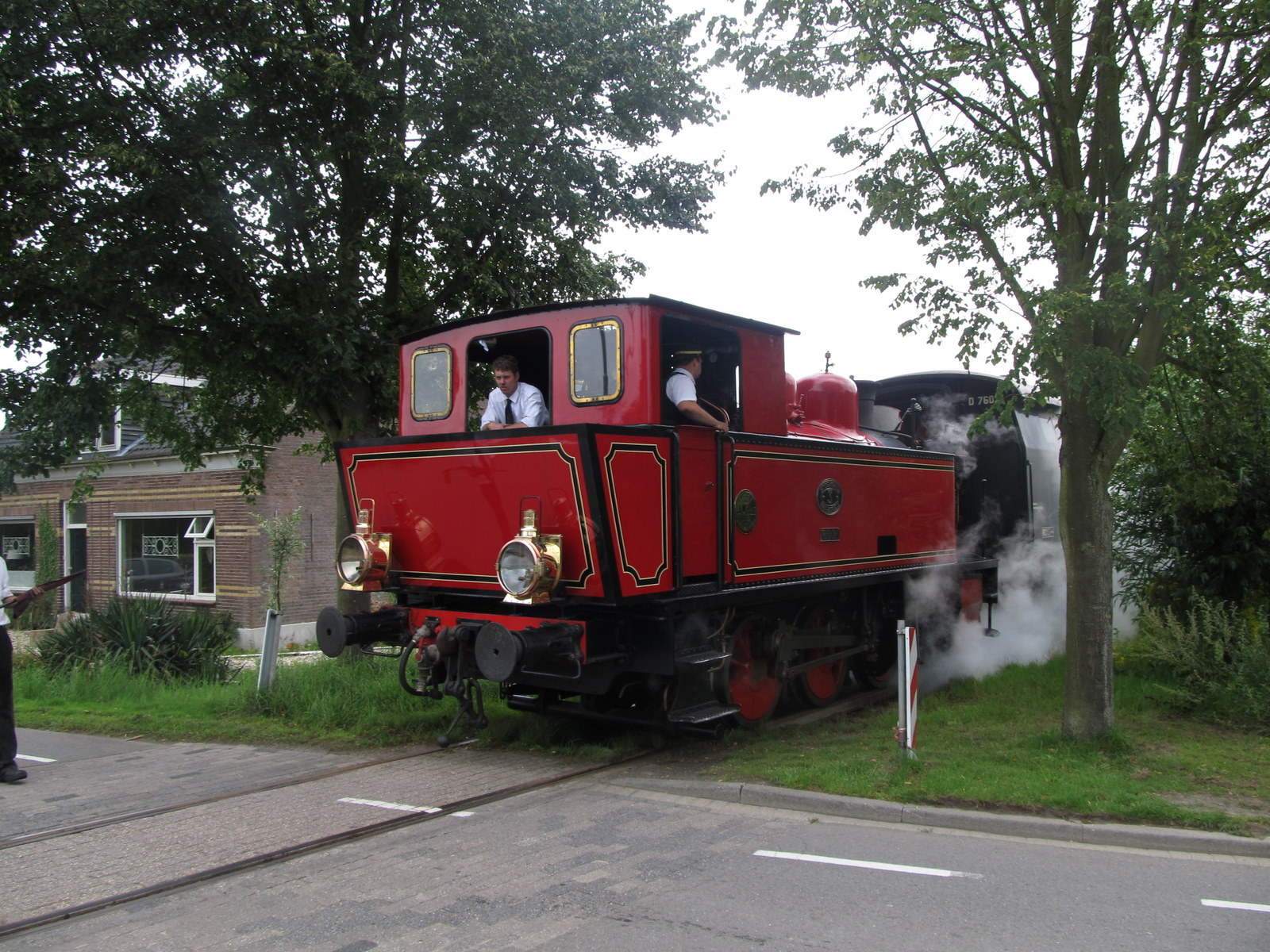
La locomotive 3 "Bison" tire un train entre Goes et Hoedekenskerke.

## Les collections
Les listes suivantesne sont pas exhaustives et devront être complétées ou actualisées au fil du temps (dernière actualisation en novembre 2024) :

### Locomotives à vapeur
| Numéro "SDB" (Nom)             | Constructeur et date                       | État actuel                                                        | Origine et Informations techniques | Photo |
| ------------------------------ | ------------------------------------------ | ------------------------------------------------------------------ | --- | ----- |
| no 1 dite Wittouck             | Orenstein & Koppel (no 9511), 1921         | Hors service (exposée en monument).                                | - Anciennement des "Sucreries de Breda" et installations portuaires De Rietlanden à Amsterdam. - 7,5 m, 22 t, vitesse maximum : 30 km/h. |       |
| no 2 dite Borsele              | Krupp (Essen) no 745, 1924                 | Hors service (exposée).                                            | - Originaire de la mine "Laura et Vereeniging" (à Heusinger). - Restaurée en 1999. - 00 m, 43,5 t, vitesse maximum : 45 km/h. - Timbre chaudière : 14 kg/cm². - Capacité de la soute à charbon : 0 t. - Capacité de la soute à eau : 0 000 L (0,0 m3).                                                                                             |       |
| no 3 dite Bison                | La Meuse (Belgique) no 3292, 1928          | Opérationnelle (depuis janvier 2024, après une révision complète). | - Originaire des mines Orange Nassau (à Heerlen). - Nouvelle chaudière reçue en 1994. - 9 m, 40,5 t, vitesse maximum : 40 km/h. - Timbre chaudière : 12 kg/cm². - Capacité de la soute à charbon : 0 t. - Capacité de la soute à eau : 0 000 L (0,0 m3).                                                                                           |       |
| no 5 dite Biselientje          | La Meuse (Belgique) no 3052, 1923          | Hors service (exposée).                                            | - Originaire des mines Orange Nassau (à Heerlen). - Placé en monument sur le site du musée de la mine à Heerlen. |       |
| USA-TC no 4389 Ing. H.F. Enter | Davenport Locomotive Works (no 2533), 1943 | Hors service (en cours de révision complète).                      | - Originaire des mines Orange Nassau qui l'a récupérée auprès de l'US Transportation Corps (USA-TC). - Nouvelle chaudière reçue en 2012. - 8 m, 47,8 t, vitesse maximum : 50 km/h. - Timbre chaudière : 00 kg/cm². - Capacité de la soute à charbon : 1,1 t. - Capacité de la soute à eau : 4 500 L (4,5 m3).                                      |       |
| ELNA no 158                    | Henschel, 1940                             | Hors service (en cours de révision complète).                      | - Originaire des mines Orange Nassau. - Précédemment utilisée sur le "Teutoburger Wald-Eisenbahn" (Allemagne). - Revendue en 1983 au CFV3V (Belgique). - 00 m, 42 t (54 t en ordre de marche), vitesse maximum : 65 km/h. - Timbre chaudière : 12 kg/cm². - Capacité de la soute à charbon : 1,2 t. - Capacité de la soute à eau : 5 000 L (5 m3). |       |

### Locomotives, locotracteurs diesel & autorails
| Numéro "SDB" (Nom) | Type de traction       | Constructeur et date             | État actuel             | Origine et Informations techniques | Photo |
| ------------------ | ---------------------- | -------------------------------- | ----------------------- | --- | ----- |
| no 22 dite Bever   | Diesel-mécanique       | General Electric, no 29896, 1949 | Opérationnel            | - Originaire de la société Hoogovens. - Restaurée en 1998. |       |
| no 103             | Diesel-électrique      | Schwartzkopff, 1929              |                         | - Offert par la société Verenigde Buizenfabrieken, Initialement en service à l'aciérie de la Meuse (Maastricht). |       |
| no 122 "Sik"       | Diesel                 | Werkspoor, 1931                  | Opérationnel            | - 5,78 m, 12 t, vitesse maximum : 30 km/h. |       |
| no 262 "Sik"       | Diesel-électrique      | Werkspoor, 1936                  |                         | |       |
| no 264 "Sik"       | Diesel-électrique      | Werkspoor, 1936                  |                         | |       |
| no 361 "Sik"       | Diesel-électrique      | Werkspoor, 1936                  |                         | - Acquise en 2007. - Équipée d'un bras télescopique. |       |
| no 521             | Diesel-électrique      | English Electric, 1953           | Opérationnelle          | - 9 m, 47 t, vitesse maximum : 32 km/h (400 ch). |       |
| NS 2424            | Diesel-électrique      | Alstom, 1954                     | Hors service (exposée). | - 12,52 m, 60 t, vitesse maximum : 80 km/h. - Motorisation : SACM MGO V12ASH à 12 cylindres en V de 850 ch (625 kW). - Radié le 19 septembre 2007. - Arrivée le 15 avril 2016 depuis Raeren (Belgique).                 |       |
| GVB no 343         | Tram Diesel-électrique | Werkspoor, 1918                  |                         | |       |
| mB51               | Diesel-mécanique       | Deutsche Werke, Kiel, 1925       |                         | - Fabriquée en 1925 pour la Deutsche Reichsbahn (VT 85.901). - Reprise par le Niederweserbahn sous le numéro T157. - Ensuite par le Verkehrsbetriebe Grafschaft Hoya comme T3. - Acquise en 1974. - Futur à déterminer. |       |
| omC 909            | Diesel-mécanique       | Uerdingen, 1960                  |                         | |       |
| Ccs 809            | Diesel-mécanique       | Uerdingen, 1960                  |                         | |       |
| Railbus VT 996-783 | Diesel-mécanique       | Uerdingen, 1960                  |                         | |       |

### Locomotives électriques
| Numéro  | Constructeur et date | État actuel             | Origine et Informations techniques                                                                            | Photo |
| ------- | -------------------- | ----------------------- | --- | ----- |
| NS 1136 | Alstom, 1951         | Hors service (exposée). | - 14,18 m, 83 t, vitesse maximum : 130 km/h. - Tension : 1500 volts continu. - Puissance : 2760 ch (2030 kW). |       |
| NS 1145 | Alstom, 1952         | Hors service (exposée). | - 14,18 m, 83 t, vitesse maximum : 130 km/h. - Tension : 1500 volts continu. - Puissance : 2760 ch (2030 kW). |       |
| NS 1218 | Werkspoor, 1952      | Hors service (exposée). | - 18 m, 108 t, vitesse maximum : 135 km/h. - Puissance : 3000 ch (2205 kW).                                   |       |

### Voitures à voyageurs
| Numéro "SGB"    | Numéro et société d'origine | Constructeur et date                      | État et informations techniques | Photo |
| --------------- | --------------------------- | ----------------------------------------- | --- | ----- |
| B101, puis B121 | SNCB no 53.123              | 1911 (?)                                  | - Ex-voiture prussienne à 3 essieux (C3 Pr 11 / C3 Pr 07). - Rétrocédée comme dommage de guerre à la SNCB après la Première Guerre mondiale. - Acquise en 1972. - Revendue au CFV3V et restaurée en livrée brune. |       |
| B102, puis B122 | SNCB no 53.415              | Krull & Co, 1907                          | - Ex-voiture prussienne à 3 essieux (C3 Pr 04). - Rétrocédée comme dommage de guerre à la SNCB. - Acquise en 1972. - Revendue au CFV3V et restaurée en livrée verte.                                              |       |
| B103, puis B123 | SNCB no 53.688              | 1911 (?)                                  | - Ex-voiture prussienne à 3 essieux (C3 Pr 11 / C3 Pr 07). - Rétrocédée comme dommage de guerre à la SNCB. - Acquise en 1972. - Revendue au CFV3V. Conservée en mauvais état après prélèvement de pièces.         |       |
| AD111           | SNCB AD no 91.011           | Seneffe, 1907                             | - Voiture belge en bois à 3 essieux de la SNCB (GCI). - Acquise en 1972. - Revendue au CFV3V. |       |
| B112            | SNCB no 96.536              | 19xx (Ragheno)                            | - Voiture belge en bois à 3 essieux de la SNCB (GCI). - Acquise en 1973. - Détruite dans le cadre d'un exercice incendie en 1991.                                                                                 |       |
| B113            | SNCB no 96.812              | Ateliers métallurgiques de Nivelles, 1910 | - Voiture belge en bois à 3 essieux de la SNCB (GCI). - Acquise en 1973. - Détruite dans le cadre d'un exercice incendie en 1991. - Châssis conservé par le Museum Buurtspoorweg.                                 |       |
| RB114           | SNCB no 96.865              | 19xx (Énergie)                            | - Voiture belge en bois à 3 essieux de la SNCB (GCI). - Acquise en 1973 et transformée en wagon-restaurant. - Futur à déterminer.                                                                                 |       |
| B115            | SNCB no 95.568              | 19xx (Énergie)                            | - Voiture belge en bois à 3 essieux de la SNCB (GCI). - Acquise en 1973. - Vendue en 1983 au CFV3V. |       |
| A131            | NS A6002                    | Werkspoor, 1939                           | - Ex voiture A6002/AB7402. - Acquise en 1973. - Futur a déterminer |       |
| B132            | NS Mat '24                  | Beijnes, 1923                             | - Ex-voiture NS Bd 7507, NS Bec 8509, NS Cec 8597, Cec 8590, Cec 8190, B 5208, B 5358. |       |
| B133            | NS Mat '24                  | Görlitz, 1927                             | - Ex-voiture B 5321 / B 8137 / C 8137 / C 8524. |       |
| AB no 20.087    | SNCB K1 AB                  | La Brugeoise, Nicaise et Delcuve, 1934    | - Acquise en 1988. - Opérationnelle |       |
| AB 7216         |                             | 1928 (?)                                  | - Ex-voiture B 6196. |       |
| Cec 8533        | NS Mat '24                  | Beijnes, 1928                             | - Ex-voiture NS Cec 8533, Cec 8145, B 5239. |       |
| Cec 8543        | NS Mat '24                  | Werkspoor, 1931                           | - Ex-voiture NS Cec 8543, Cec 8151, B 5704. - Utilisée entre 1970 et 1990 dans le train d'excursion de la société "Hoogovens Stoom IJmuiden" (no 76102) puis reprise par le SGB.                                  |       |
| mC 9015         | NS Mat '24                  | Beijnes, 1925                             | - Ex-voiture NS mC 9015, mC 9465, NS 167 005, NS 30 84 971 1 010-x. |       |
| 157 101         | NS                          | Allan Rotterdam, 1932                     | - Ex-fourgon métallique D numéroté NS D 6061, NS D 6703. - NS D 6303, NS 157 101, NS 30 84 975 1 501-x, NS 80 84 975 1 501-x. - Base opérationnelle de la section "voie" du SGB.                                  |       |

### Wagons de marchandises
| Numéro "SGB" | Numéro et société d'origine | Constructeur et date        | État et informations techniques                                       | Photo |
| ------------ | --------------------------- | --------------------------- | --------------------------------------------------------------------- | ----- |
| no 201       | NS                          |                             | - Wagon fermé d'origine NS.                                           |       |
| no 221       |                             |                             | - Wagon plat issu des mines Julia, ensuite Lübeck-Büchener Eisenbahn. |       |
| no 222       |                             |                             | - Wagon plat issu des mines Julia.                                    |       |
| no 231       |                             | (Zaodrzanskie Zaklady BMIW) | - Wagon citerne issu de la société Esso.                              |       |
| no 232       |                             | 1920                        | - Wagon citerne issu de la société Esso.                              |       |
| no 251       | SNCF                        |                             | - Trémie originaire de la SNCF.                                       |       |
| no 252       | SNCF                        |                             | - Trémie originaire de la SNCF.                                       |       |
| no 253       | SNCF                        |                             | - Trémie originaire de la SNCF.                                       |       |
| no 254       | SNCF                        |                             | - Trémie originaire de la SNCF.                                       |       |

## Le "Sporen naar het Verleden" (fête annuelle de l'association)
Le "Sporen naar het Verleden" ("Traces du passé" en français) a lieu chaque année le long week-end de l'ascension (au mois de mai). À cette occasion l'association met en service un maximum de locomotives à vapeur (entre 3 et 6 généralement) qui assurent des trains tout au long de ce week-end spécial (les départs ont lieu en général toutes les heures). Des animations sont également proposées (à Goes) en lien avec le thème choisi.
Le Sporen naar het Verleden 2006, a eu lieu les 26, 27 & 28  mai. Deux locomotives à vapeur étaient en chauffe :
- 2 locomotives à vapeur de l'association : La Meuse no 3 (Bison) & Krupp no 745 (Borsele).

Le Sporen naar het Verleden 2007, a eu lieu les 18, 19 & 20 mai. Deux locomotives à vapeur étaient en chauffe (dont une invitée) :
- 1 locomotive à vapeur de l'association : La Meuse no 3 (Bison).
- La locomotive à vapeur (030T) no 7853 dite "NAVIZENCE" (1910) venant du Museum Buurtspoorweg.

Le Sporen naar het Verleden 2008, a eu lieu les 1, 2, 3 & 4 mai. Deux locomotives à vapeur étaient en chauffe (dont une invitée) :
- 1 locomotive à vapeur de l'association : La Meuse no 3 (Bison).
- La locomotive à vapeur (020T) no 8107 dite "KIKKER" (1901) venant du Museum Buurtspoorweg.

Le Sporen naar het Verleden 2009, a eu lieu les 21, 22, 23 & 24 mai. Trois locomotives à vapeur étaient en chauffe (dont une invitée) :
- 2 locomotives à vapeur de l'association : La Meuse no 3 (Bison) & Krupp no 745 (Borsele).
- La locomotive à vapeur (020T) La Meuse no 6 dite "MAGDA" (1925) venant du Museum Buurtspoorweg.

Le Sporen naar het Verleden 2010, a eu lieu les 13, 14, 15 & 16 mai. locomotives à vapeur étaient en chauffe :
- 2 locomotives à vapeur de l'association : La Meuse no 3 (Bison) & Krupp no 745 (Borsele).

Le Sporen naar het Verleden 2011, a eu lieu les 2, 3, 4 & 5 juin. Deux locomotives à vapeur étaient en chauffe :
- 2 locomotives à vapeur de l'association : La Meuse no 3 (Bison) & Krupp no 745 (Borsele).

Le Sporen naar het Verleden 2012, a eu lieu les 17, 18, 19 & 20 mai avec comme thème : Spécial 40e anniversaire de l'asbl. Quatre locomotives à vapeur étaient en chauffe (dont deux invitées) :
- 2 locomotives à vapeur de l'association : La Meuse no 3 (Bison) & Krupp no 745 (Borsele).
- La locomotive à vapeur (020T) Cockerill no 2 (1926) venant du Museum Buurtspoorweg.
- La locomotive à vapeur P8 - 64.169 (1921) venant du PFT (Belgique).

Le Sporen naar het Verleden 2013, a eu lieu les 10, 11 & 12 mai. Quatre locomotives à vapeur étaient en chauffe (dont deux invitées) :
- 2 locomotives à vapeur de l'association :

La Meuse no 3 (Bison) & USA-TC no 4387.
- La locomotive à vapeur (030T) Austerity no 8811 (1943) venant du Stoom Stichting Nederland.
- La locomotive à vapeur (030T) SA01 (1945) venant du CFV3V (Belgique).

Le Sporen naar het Verleden 2014, a eu lieu les 29, 30 mai & 1er juin. Cinq locomotives à vapeur étaient en chauffe (dont trois invitées) :
- 2 locomotives à vapeur de l'association : La Meuse no 3 (Bison) & USA-TC no 4387.
- La locomotive à vapeur (020T) La Meuse no 6 dite "MAGDA" (1925) venant du Museum Buurtspoorweg.
- La locomotive à vapeur (030T) La Meuse no 5 dite "ENKHUIZEN" (1929) venant du Museumstoomtram Hoorn-Medemblik.
- La locomotive à vapeur (030T) La Meuse no 3223 dite "BEBERT" (1926) venant du Stoomtrein Maldegem-Eeklo (Belgique).

Le Sporen naar het Verleden 2015, a eu lieu les 14, 15, 16 & 17 mai. Quatre locomotives à vapeur étaient en chauffe (dont deux invitées) :
- 2 locomotives à vapeur de l'association : La Meuse no 3 (Bison) & USA-TC no 4387.
- La locomotive à vapeur (020T) Saint-Léonard no 947 dite "YVONNE" (1893) venant du Stoomtrein Maldegem-Eeklo (Belgique).
- La locomotive à vapeur (020T) RS16 dite "FRED" (1925) venant du Stoomtrein Maldegem-Eeklo (Belgique).

Le Sporen naar het Verleden 2016, a eu lieu les 5, 6, 7 & 8 mai. Trois locomotives à vapeur étaient en chauffe (dont une invitée) :
- 2 locomotives à vapeur de l'association : La Meuse no 3 (Bison) & USA-TC no 4387.
- La locomotive à vapeur (030T) no 7742 dite "Bello" (1914) venant du Museumstoomtram Hoorn-Medemblik.
- La locomotive diesel NS no 2225 (1955) venant du Stichting Museum Materieel Railion.

Le Sporen naar het Verleden 2017, a eu lieu les 25, 26 & 27 mai. Trois locomotives à vapeur étaient en chauffe (dont deux invitées) :
- 1 locomotive à vapeur de l'association : USA-TC no 4387.
- La locomotive à vapeur (030T) no 22 dite "TOM" (1949) venant du Hoogovens Stoom IJmuiden.
- La locomotive à vapeur (030T) Austerity no 8811 (1943) venant du Stoom Stichting Nederland.
- La Locomotive diesel no 521 (1953) de l'association.
- La locomotive diesel NS no 2225 (1955) venant du Stichting Museum Materieel Railion.

Le Sporen naar het Verleden 2018, a eu lieu les 10, 11 & 12 mai. Quatre locomotives à vapeur étaient en chauffe (dont trois invitées) :
- 1 locomotive à vapeur de l'association : USA-TC no 4387.
- La locomotive à vapeur (030T) Austerity WD-75196 dite "Errol Lonsdale" (1953) venant du Stoomtrein Maldegem-Eeklo (Belgique).
- La locomotive à vapeur (030T) no 7853 dite "NAVIZENCE" (1910) venant du Museum Buurtspoorweg.
- La locomotive à vapeur (141T) BR 65.018 (1955) venant du Stoom Stichting Nederland.

Le Sporen naar het Verleden 2019, a eu lieu les 30, 31 mai & 1er juin. Cinq locomotives à vapeur étaient en chauffe (dont quatre invitées) :
- 1 locomotive à vapeur de l'association : USA-TC no 4387.
- La locomotive à vapeur (020T) Cockerill no 2 (1926) venant du Museum Buurtspoorweg.
- La locomotive à vapeur (020T) La Meuse no 6 dite "MAGDA" (1925) venant du Museum Buurtspoorweg.
- La locomotive à vapeur (020T) no 8 dite "Ooievaar" (1904) venant du Museumstoomtram Hoorn-Medemblik.
- La locomotive à vapeur (030T) no 22 dite "TOM" (1949) venant du Hoogovens Stoom IJmuiden.
- La Locomotive diesel no 521 (1953) de l'association.
- L'autorail omC no 909 (1960) de l'association.

Le Sporen naar het Verleden 2020 & 2021, n'ont jamais eu lieu à cause de la pandémie du Covid-19.
Le Sporen naar het Verleden 2022, a eu lieu les 26, 27 & 28 mai. Trois locomotives à vapeur étaient en chauffe (dont deux invitées) :
- 1 locomotive à vapeur de l'association : USA-TC no 4387 (1943).
- La locomotive à vapeur (030T) La Meuse no 5 dite "ENKHUIZEN" (1929) venant du Museumstoomtram Hoorn-Medemblik.
- La locomotive à vapeur BR 23.023 (1952) venant du Stoom Stichting Nederland.
- La locomotive diesel NS no 2454 (1955) dite "Niels" venant du Stichting 2454 CREW.

Le Sporen naar het Verleden 2023, a eu lieu les 18, 19 & 20 mai avec comme thème : Spécial 50e anniversaire de l'asbl. 2 locomotives à vapeur étaient en chauffe (dont deux invitées) :
- 1 locomotive diesel de l'association :
  - La Locomotive diesel no 521 (1953).
- La locomotive à vapeur (030T) La Meuse no 5 dite "ENKHUIZEN" (1929) venant du Museumstoomtram Hoorn-Medemblik.
- La locomotive à vapeur BR 23.023 (1952) venant du Stoom Stichting Nederland.
- La locomotive diesel NS no 2205 (1955) venant du Stichting Historisch Dieselmaterieel.
- L'autorail diesel NS "Plan U" no 151 (1960/63) venant du Stichting 2454 CREW.
- Matériels présentés en exposition statique :
  - L'autorail électrique de type Mat'24 C9002 dite "Jaap" (1924-1933) venant du Stichting 2454 CREW.
  - La locomotive diesel no 302282 dite "Anneke" (ex-NS 2282) de 1955 et la voiture de mesure "CTO" venant du Stichting Historisch Dieselmaterieel.
  - Une voiture à voyageurs de type "Plan E" (1955) & "Plan W" (1956) venant du Stichting Historisch Dieselmaterieel.
  - L'autorail omC no 909 & 910 (1960) de l'association.